# Чернышёв, Александр Иванович
Граф (с 22 августа 1826), князь (с 16 апреля 1841), светлейший князь (с 22 августа 1849) Алекса́ндр Ива́нович Чернышёв (30 декабря 1785 (10 января 1786), Москва — 8 [20] июня 1857, Кастелламмаре-ди-Стабия) — русский военный и государственный деятель, разведчик, генерал-адъютант (22 ноября 1812 года), генерал от кавалерии (2 октября 1827 года). Накануне Отечественной войны 1812 года — военно-дипломатический агент русского правительства при дворе французского императора Наполеона I. В течение 25 лет (26 августа 1827 года — 26 августа 1852 года) исполнял обязанности военного министра, председатель Государственного совета (3 ноября 1848 года — 5 апреля 1856 года) и председатель Комитета министров (6 ноября 1848 года — 5 апреля 1856 года).

## Биография
Происходил из старинного дворянского рода Чернышёвых. Родился в семье сенатора, генерал-поручика Ивана Львовича Чернышёва и Евдокии Дмитриевны Ланской (1757—1816), фрейлины Екатерины II. Доводился племянником А. Д. Ланскому (любимцу Екатерины II). С юности имел репутацию дамского угодника, что успешно использовал позже как разведчик при дворе Наполеона.
После домашнего воспитания был принят камер-пажом к высочайшему двору; затем служил в Кавалергардском полку и боевое поприще начал в сражении при Аустерлице, участвовал в войне четвёртой коалиции (кампания 1807 года). В 1808 году ездил в Париж и Байонну с поручениями к императору Наполеону. Во время Войны пятой коалиции (1809 год) состоял при французском императоре. После Шёнбруннского мира он остался в Париже доверенным лицом русского императора и военно-дипломатического агента; добыл множество секретных документов и сведений.
Своё влияние при французском дворе получил после пожара 1810 года в доме австрийского посланника, когда спасал влиятельных персон с дамами, действуя хладнокровно и уверенно. Молва приписывала ему любовную победу над сестрой императора — Полиной Боргезе. Несмотря на доклады французской контрразведки о подозрениях в шпионаже в адрес русского агента, Наполеон доверял Чернышёву. В это время была совершена дерзкая операция обеспечения Наполеона фальшивыми печатными досками карт территорий Российской империи, что повлияло на будущее поражение войск интервентов в России.
Покинул Париж 14 февраля 1812 года. По дороге домой Чернышёв исполнил важное дипломатическое поручение в Стокгольме, а по возвращении оттуда состоял при императоре. На исходе Отечественной войны отправлен к фельдмаршалу Кутузову и адмиралу Чичагову для объявления им плана общего движения русских войск к Березине. Вскоре по прибытии к Дунайской армии, Чернышёв был послан Чичаговым из Бреста с лёгким конным отрядом в герцогство Варшавское для действий в тылу австрийского корпуса Шварценберга. С этого времени начинается партизанская деятельность Чернышёва, причём ему приходилось командовать не только мелкими, но и весьма значительными отрядами, численность которых превосходила 4000 человек. Отряд Чернышёва первым вошёл в Берлин 20 февраля 1813 года; вместе с отрядом генерала Дёрнберга (где кавалерией командовал генерал-адъютант Бенкендорф), участвовал в сражении при Люнебурге 21 марта 1813 г., закончившимся полным уничтожением четырёхтысячного отряда генерала Морана.

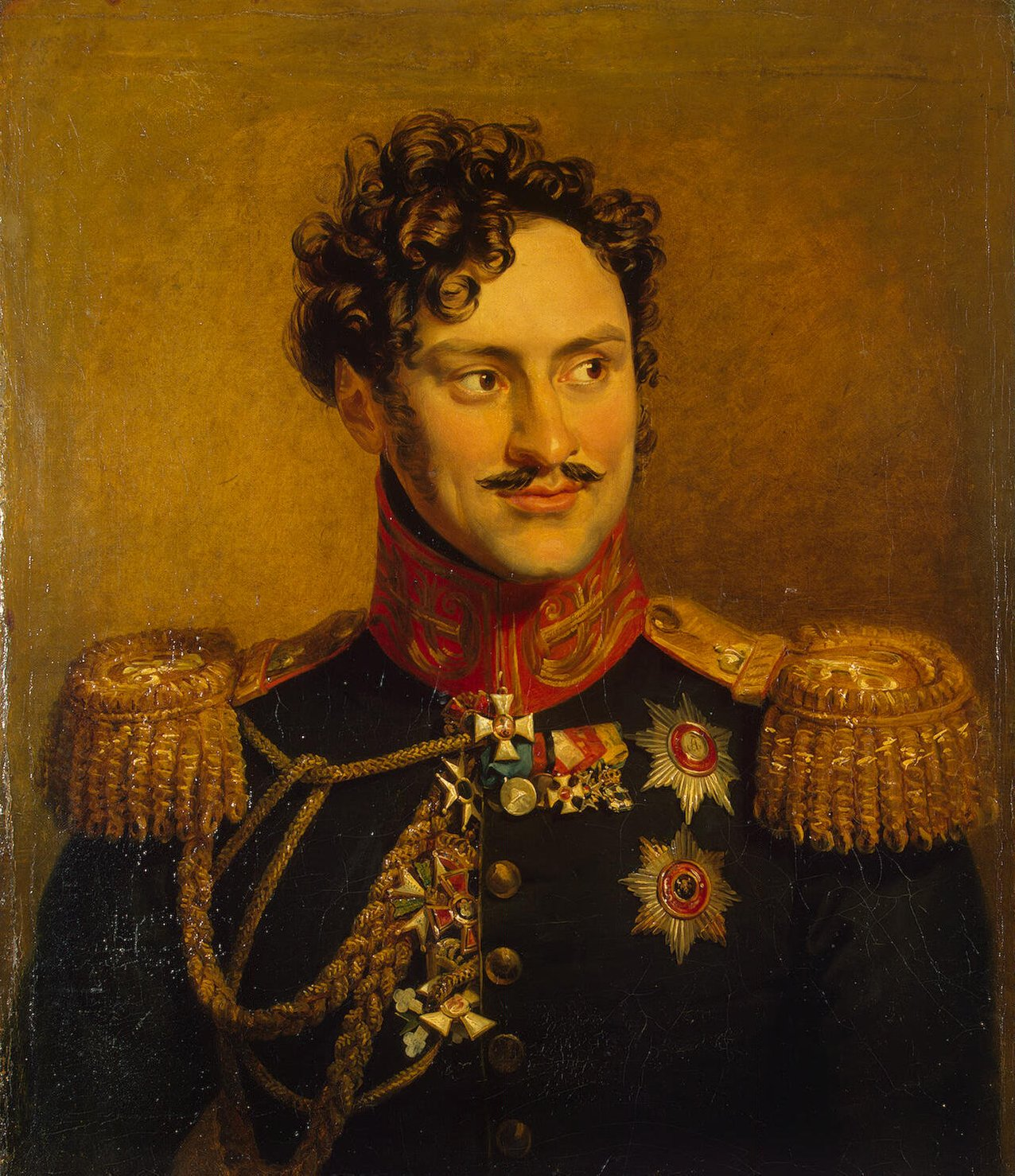
Портрет Александра Ивановича Чернышёва из Военной галереи Зимнего дворца (мастерская Дж. Доу)

Отряд Чернышёва 13 мая 1813 года напал на стоявший лагерем возле Хальберштадта артиллерийский парк наполеоновских войск. Выстроившись в линию, по сигналу Чернышёва гусары, драгуны и казаки провели образцовую кавалерийскую атаку, выдержали картечный залп и, потеряв убитыми около сорока человек, захватили 14 орудий, 11 зарядных ящиков (остальные взорваны), значительный обоз с провиантом, около 800 лошадей и более 1000 пленных (среди которых был генерал Окс).
Самой известной военной операцией А. И. Чернышёва стал его поход на столицу Вестфальского королевства город Кассель. Переправившись с отрядом в 2500 человек конницы в ночь с 9 на 10 сентября 1813 г. через Эльбу, рано утром 16 сентября Чернышёв подошёл к стенам Касселя. Штурм города начался сразу же, несмотря на сильный туман, русские войска атаковали с успехом, но Чернышёву пришлось дать отбой, когда он заметил в тылу войска генерала Бастинеллера. Узнав о нападении русского отряда, из Касселя поспешно бежал король Вестфалии Жером Бонапарт с отрядом гвардии, после чего силы нападавших и оборонявшихся примерно сравнялись. 18 сентября штурм Касселя возобновился, Чернышёв использовал около трёхсот вестфальских дезертиров и два эскадрона драгун как пехоту, ворота обстреливались из 13 орудий, девять из которых были трофейными. Гарнизон под командой дивизионного генерала Алликса де Во имел достаточно сил для обороны города, но были допущены тактические ошибки, и занятие города русским отрядом стало неминуемым. После длительных переговоров, 18/30 сентября в 18.30 были подписаны шесть параграфов предложений по капитуляции, согласно которой французские и вестфальские войска покинули город с оружием и обозами в течение двух часов в сопровождении казачьего конвоя. Добычей отряда стали 32 орудия, боеприпасы, документы Вестфальского королевства и деньги из королевской казны, было взято в плен более 1000 человек, из которых 51 офицер и 200 егерей присоединились к союзным войскам. 21 сентября Чернышёв покинул город, вскоре вновь занятый французскими войсками.
В 1819 году назначен членом комитета об устройстве донских войск и присутствующим в комитете о раненых; в 1821 году получил в командование лёгкую кавалерийскую дивизию. Находился при Александре I во время его кончины в Таганроге.
По приказу начальника Главного штаба барона И. И. Дибича 25 ноября 1825 года командирован во 2-ю армию для ареста заговорщиков по доносу капитана Майбороды, привёл армию к присяге Николаю I. С 4 января 1826 года включён в состав Следственной комиссии по делу декабристов, заслужив одобрение императора особым рвением при допросе мятежников, присутствовал при казни. Утверждали, что это была его идея повторно повесить сорвавшихся с виселицы, хотя командовал казнью генерал П. В. Голенищев-Кутузов. В день коронации Николая I Чернышёв был возведён в графское достоинство; в феврале 1827 году назначен товарищем управляющего главным штабом Его Величества.
Традиционно считается, что во время следствия над декабристами Александр Чернышёв пытался погубить последнего графа Чернышёва — Захара Григорьевича — и завладеть его состоянием. На самом деле он присоединился к работе Следственного комитета уже после того, как Захар Григорьевич был арестован и дал показания, причём дело декабриста графа Чернышёва курировал А. Х. Бенкендорф. Прошение об определении его наследником майората графов Чернышёвых после отца Захара (на что Александр Иванович имел определённые юридические основания) он подал в конце 1827 года, и его конкурентом был не З. Г. Чернышёв, лишённый дворянства по суду, а муж старшей сестры Захара — отставной полковник И. Г. Кругликов, в итоге в 1832 г. получивший майорат и графский титул.
В должности товарища начальника Главного штаба 26 августа 1827 года поставлен управлять военным министерством (и. о.); сохранял этот пост до 26 августа 1852 года, хотя с 1848 года управлять министерством ему помогал генерал от кавалерии князь В. Долгоруков, следующий военный министр. Николай I щедро оплачивал верную службу своего сподвижника: пожаловал две аренды в 8000 руб. серебром в год, единовременные выплаты по 300 тыс. руб., в 1850 году он «всемилостивейше пожаловал А. И. Чернышёва домом в Санкт-Петербурге» (ул. Миллионная, д. 21); в 1839 году А. И. Чернышёву был пожалован в потомственное владение майорат в Царстве Польском в четыре тысячи пятьсот рублей серебром годового дохода, от которого тот отказался, получив соответствующее денежное вознаграждение.
Реформы в военном ведомстве обеспечили снижение сроков службы с 25 лет до 20 для музыкантов, солдатских детей и евреев, и до 15 лет для всех остальных. Учреждены военная академия (1832), восемь кадетских корпусов, училища, открыты новые госпитали, разработаны и изданы уставы: госпитальный, рекрутский, войсковые для управления в мирное и военное время; устав казачьего войска. Улучшено довольствие офицеров в денежном содержании и добавлены столовые деньги, а с 1832 года разрешено ношение усов. Также до необходимой практичности было упрощено солдатское обмундирование. При нём в русской армии введено первое нарезное стрелковое оружие (1848), введена горная артиллерия.

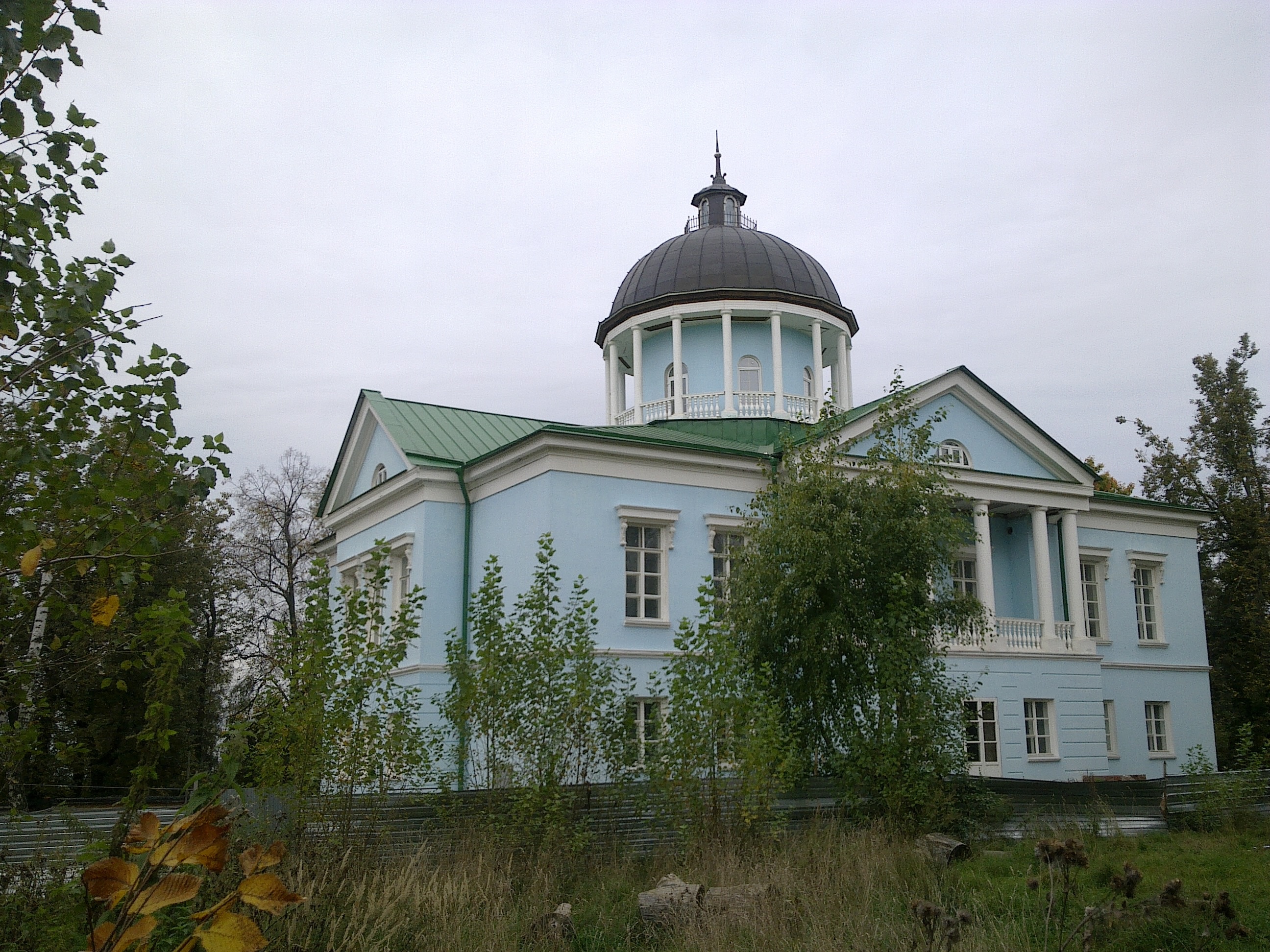
Усадьба А. И. Чернышёва в с. Петровском

А. И. Чернышёв не уделял внимания огнестрельному вооружению армии, напротив того, настаивал на том, что только холодное оружие и рукопашная схватка решает исход сражений. Он оставался сторонником применения холодного оружия в бою, таким образом, вооружение армии огнестрельным оружием оставалось практически неизменным с 1812 года. Впервые переделка старых кремнёвых ружей в капсюльные была осуществлена на Тульском оружейном заводе лишь в 1844—1845 годах при том, что зарубежные армии полностью перешли на капсюльные ружья в 1828—1832 годах. Преимущество капсюльных ружей: относительная дешевизна и простота конструкции (бранд-трубка вместо сложного кремнёвого замка с отдельной внешней полкой, массой пружин и мелких деталей), возможность стрельбы в любую погоду, в том числе в дождь (в кремнёвом замке воспламенение заряда происходит от удара куска кремня по кресалу на наружной полке, на которой порох в сырую погоду просто отсыревал и не возгорался, в капсюльном замке: воспламенение заряда от гремучей ртути, которая детонирует от удара курка и даёт искру в любых условиях), более быстрая перезарядка (вместо необходимости сыпать порох на полку достаточно установить капсюль одним движением руки на бранд-трубку), нет осечек (к сожалению, кремнёвый замок даёт осечки в 30—40 % случаев, что считается нормой для такого типа замков, в капсюльном замке гремучая ртуть детонирует в любом случае при ударе курка). Переход на использование винтовок и пули Минье так и не произошёл, к Крымской войне армия оказалась абсолютно неподготовленной. Не хватало пороха, зарядов. Снабжение армии в период боевых действий как таковое отсутствовало. Нарезное оружие (импортные бельгийские штуцера) использовалось в единичных случаях в цепи застрельщиков, тогда как англичане и французы вели залповый огонь из винтовок побатальонно, не позволяя императорской армии реализовывать тактику ближнего боя.
В 1848 году назначен председателем Государственного совета Российской империи. Император Николай возвёл его в княжеское достоинство и назначил шефом Санкт-Петербургского 1-го уланского и Кабардинского егерского полков. С 1852 по 1855 год Александр Иванович Чернышёв занимал должность председателя Сибирского комитета.
Проблемы со здоровьем (в 1848 г. Чернышёв перенёс апоплексический удар) и почтенный возраст заставили его просить у императора увольнения с должности военного министра, на что было получено высочайшее соизволение. Председателем Государственного совета он оставался до своей смерти, последовавшей в возрасте 71 года в 1857 году в городе Кастелламмаре-ди-Стабия, близ Неаполя (Италия). Похоронен в селе Петровском Московского уезда, в усадебной церкви Петра и Павла.
В городе Лыткарино возле краеведческого музея, занимающего здание усадьбы Александра Чернышёва, 15 сентября 2012 года был открыт памятник Александру Ивановичу Чернышёву в парке усадьбы «Лыткарино».
В службе:
- 20 сентября (2 октября) 1802 года — из камер-пажей двора Его Императорского Величества корнетом в Кавалергардский полк, имея от роду 17 лет;
- 20 июня (2 июля) 1804 года — назначен адъютантом к шефу Кавалергардского полка, генерал-лейтенанту Уварову;
- 29 сентября (11 октября) 1804 года — произведён в поручики;
- 29 января (10 февраля) 1806 года — за отличную храбрость, оказанную в сражении при м. Аустерлиц 20 ноября (2 декабря) 1805 года, награждён орденом Святого Владимира 4-й степени с бантом;
- 1 (13) ноября 1806 года — произведён в штабс-ротмистры;
- 1 (13) декабря 1807 года — в воздаяние отличной храбрости и особенного мужества в сражениях 24 и 25 мая (6 июня) 1807 года, пожалована золотая шпага с надписью «За храбрость»;
- 20 мая (1 июня) 1808 года — за отличное мужество и храбрость в сражениях: 26 мая (7 июня) 1807 года, при Вольфсдорфе, 29 мая (10 июня) 1807 года, при Гейльсберге, и 2 (14) июня 1807 года, при Фридланде, награждён орденом Святого Георгия 4-го класса;
- 6 (18) июня 1809 года — назначен флигель-адъютантом к Его Императорскому Величеству;
- 9 (21) октября 1809 года — произведён в ротмистры;
- 8 (20) ноября 1810 года — в полковники;
- 22 ноября (4 декабря) 1812 года — за успешные действия по возлагаемым на него поручениям и благоразумное исполнение отважной экспедиции произведён в генерал-майоры, с назначением генерал-адъютантом к Его Императорскому Величеству;
- 17 февраля (1 марта) 1813 года — в воздаяние отличной храбрости и мужества, оказанных в сражениях 31 декабря 1812 (12 января 1813) года, под Мариенвердером, и 8 (20) февраля 1813 года, под Берлином, награждён орденом Святого Георгия 3-го класса;
- 8 (20) марта 1813 года — в знак особенной Монаршей признательности к блистательным подвигам и благоразумным распоряжениям при взятии г. Берлина 20 февраля (4 марта) 1813 года награждён орденом Святой Анны 1-й степени;
- 21 марта (2 апреля) 1813 года — во внимание к отличным подвигам и примерной неустрашимости, оказанным при совершённом истреблении корпуса генерала Морана, пожалованы алмазные знаки к ордену Святой Анны 1-й степени, а королём Прусским орден Красного Орла 1-й степени;
- 20 октября (1 ноября) 1813 года — в знак особенной Монаршей признательности к отличному мужеству и воинским подвигам, оказанным в сражении при взятии г. Касселя 13 (25) сентября 1813 года и при преследовании из него неприятеля, награждён орденом Святого Владимира 2-й степени;
- 4 (16) марта 1814 года — за отличие в сражении при взятии штурмом г. Суассона 2 (14) февраля 1814 года произведён в генерал-лейтенанты, с оставлением в звании генерал-адъютанта;
- 10 (22) марта 1819 года — назначен членом Комитета об устройстве Донского войска;
- 14 (26) марта 1819 года — повелено присутствовать в комитете, учреждённом 18 (30) августа 1814 года;
- 25 июля (6 августа) 1820 года — во внимание к трудам, подъятым по Высочайше возложенному на него поручению касательно устройства Донского войска по части управления оным, награждён орденом Святого Александра Невского;
- 29 января (10 февраля) 1821 года — назначен председателем Комитета об устройстве Донского войска (комитет закрыт 26 мая (7 июня) 1835 года);
- 18 (30) апреля 1821 года — назначен начальником лёгкой гвардейской кавалерийской дивизии;
- 21 апреля (3 мая) 1823 года — в ознаменование особенного Монаршего благоволения к отличному усердию, оказанному при исполнении возложенного на него поручения по устройству Донского войска, пожалованы ему алмазные знаки к ордену Святого Александра Невского;
- 25 июня (7 июля) 1826 года — пожалована табакерка с портретом Государя Императора;
- 22 августа (3 сентября) 1826 года — в воздаяние отличных заслуг, оказанных престолу и отечеству, неутомимого усердия в исполнении Высочайше возлагаемых на него важных поручений и в изъявление Монаршего благоволения к неусыпным трудам, понесённым им при открытии злоумышленников и произведении о них исследования, Высочайшим указом, Правительствующему Сенату данным, возведён в графское Российской империи достоинство, с нисходящим от него потомством;
- 6 (18) декабря 1826 года — повелено присутствовать в Правительствующем Сенате;
- 3 (15) февраля 1827 года — назначен товарищем управляющего Главным штабом Его Императорского Величества;
- 26 августа (7 сентября) 1827 года — товарищем начальника Главного штаба Его Императорского Величества, с поручением управлять, впредь до повеления, Военным министерством;
- 12 (24) сентября 1827 года — повелено присутствовать в Комитете министров;
- 2 (14) октября 1827 года — произведён в генералы от кавалерии;
- 11 (23) апреля 1828 года — назначен членом Государственного совета;
- 12 (24) апреля 1828 года — повелено, по случаю отправления начальника Главного штаба Его Императорского Величества из С.-Петербурга во 2-ю армию, вступить в управление Главным штабом Его Величества;
- 6 (18) декабря 1828 года — в изъявление Монаршей признательности к неутомимой деятельности и усердию, оказанным в своевременном снабжении армии многочисленными её потребностями, в прочном обеспечивании её на будущее время и в самом улучшении внутреннего устройства Военного министерства, награждён орденом Святого Владимира 1-й степени;
- 22 сентября (4 октября) 1829 года — во внимание к отличному усердию и неутомимым трудам его и за благоразумное содействие мерами, от него зависевшими, успехам армии в войне против турок, пожаловано 300 000 рублей ассигнациями;
- 17 (29) июня 1830 года — награждён орденом Белого Орла;
- 9 (21) августа 1830 года — повелено присутствовать в Сибирском комитете (комитет закрыт 9 (21) января 1838 года);
- 22 августа (3 сентября) 1831 года — пожалован алмазами украшенный перстень с портретом Его Величества;
- 31 декабря 1831 (12 января 1832) года — награждён орденом Святого Андрея Первозванного;
- в январе 1832 года — зачислен в список Гвардейского Генерального штаба;
- 1 (13) мая 1832 года — назначен Военным министром;
- 2 (14) апреля 1833 года — назначен шефом С.-Петербургского уланского полка;
- 22 апреля (4 мая) 1834 года — пожалованы алмазные знаки к ордену Святого Андрея Первозванного;
- 16 (28) апреля 1841 года — в ознаменование постоянного Монаршего благоволения и совершенной признательности к отличным и важным заслугам его Престолу и Отечеству Высочайшим указом, Правительствующему Сенату данным, возведён в княжеское Российской империи достоинство, с нисходящим от него потомством;
- 2 (14) апреля 1842 года — возложено особое по Кавказскому и Закавказскому краю поручение;
- 12 (24) августа 1842 года — по исполнении сего поручения, повелено вступить по-прежнему в управление Военным министерством;
- 11 (23) апреля 1843 года — назначен шефом Кабардинского егерского полка;
- 26 марта (7 апреля) 1844 года — повелено С.-Петербургскому уланскому и Кабардинскому егерскому полкам именоваться впредь: первому — уланским, а последнему — егерским генерал-адъютанта князя Чернышёва полками;
- 25 июня (7 июля) 1848 года — пожалован портрет Его Императорского Величества, алмазами украшенный, для ношения в петлице;
- 3 (15) ноября 1848 года — назначен председателем Государственного совета, с сохранением прежних званий и должностей;
- 6 (18) ноября 1848 года — повелено быть председателем Комитета министров, с сохранением прежних званий и должностей;
- 22 августа (3 сентября) 1849 года — Высочайшим указом, данным Правительствующему Сенату, повелено присвоить, к носимому им княжескому достоинству, титул Светлости.

Повелено состоять по спискам Кавалергардского Её Величества полка и носить мундир его 3 (15) июня 1851 года; повелено быть председателем Сибирского комитета 22 апреля (4 мая) 1852 года; уволен от должности Военного министра, с оставлением председателем Государственного совета и при всех других его должностях, 26 августа (7 сентября) 1852 года; уволен согласно прошению по совершенно расстроенному здоровью от всех должностей, с оставлением в звании генерал-адъютанта, 5 (17) апреля 1856 года; умер 8 (20) июня 1857 года.

## Военные чины
- Корнет гвардии (20.09.1802)
- Поручик (29.09.1804)
- Ротмистр гвардии (09.10.1809)
- Полковник (08.11.1810)
- Генерал-майор (22.11.1812)
- Генерал-адъютант (22.11.1812)
- Генерал-лейтенант (04.03.1814)
- Генерал от кавалерии (02.10.1827)

Российской империи:

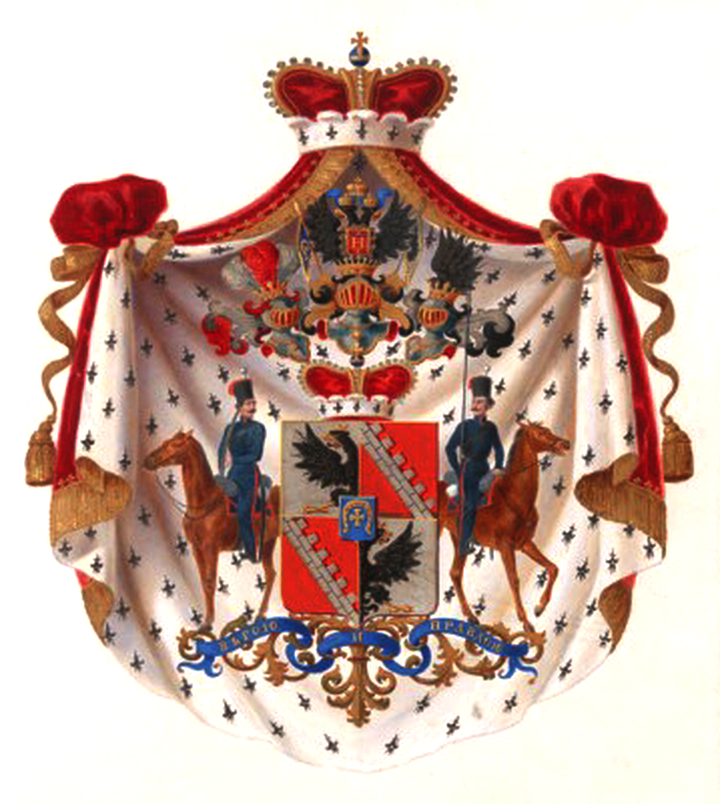
Герб светлейшего князя Чернышева внесен в Часть 11 Общего гербовника дворянских родов Всероссийской империи (13.04.1863), стр. 2

- Орден Святого Владимира 4-й степени с бантом (29.01.1806)[6]
- Золотая шпага с надписью «За храбрость» (01.12.1807)
- Орден Святого Георгия 4-й степени (20.05.1808)
- Орден Святого Георгия 3-й степени (17.02.1813)
- Орден Святой Анны 1-й степени с алмазными знаками (08.03.1813)
- Орден Святого Владимира 2-й степени (20.10.1813)
- Золотая шпага с надписью «За храбрость», украшенная алмазами (19.11.1813)
- Орден Святого Александра Невского (25.07.1820)
- Бриллиантовые знаки к ордену Святого Александра Невского (21.04.1823)
- Знак отличия беспорочной службы за XXV лет (22.08.1828)
- Орден Святого Владимира 1-й степени (06.12.1828)
- Орден Белого орла (Царство Польское, 17.06.1830)
- Орден Святого Андрея Первозванного (31.12.1831)
- Знак отличия беспорочной службы за ХХХ лет (22.08.1833)
- Бриллиантовые знаки к ордену Святого Андрея Первозванного (22.04.1834)
- Знак отличия беспорочной службы за XL лет (22.08.1843)
- Знак отличия беспорочной службы за XLV лет (22.08.1848)
- Портрет императора Николая I, украшенный алмазами, для ношения в петлице (25.06.1848)
- Знак отличия беспорочной службы за L лет (22.08.1854)
- Портреты императоров Николая I и Александра II, украшенные алмазами, для ношения в петлице на Андреевской ленте (05.04.1856)
- Фамилия князя Чернышёва выгравирована на юбилейной медали «В память пятидесятилетия Корпуса военных топографов. 1872»

Иностранных государств:
- Прусский орден «Pour le Mérite» (1807)
- Прусский орден Красного орла 1-й степени (1813)
- Шведский орден Меча, большой крест (1813)
- Баварский Военный орден Максимилиана Иосифа, командорский крест (1813)
- Нидерландский Военный орден Вильгельма, командорский крест (1813)
- Гессен-Кассельский орден Золотого льва, большой крест (1813)
- Гессен-Кассельский орден «За военные заслуги» (1813)
- Австрийский Военный орден Марии Терезии, кавалерский крест (1814)
- Французский орден Святого Людовика, командор (1814)
- Французский орден Почётного легиона, командорский крест (1814)
- Сардинский орден Святых Маврикия и Лазаря, большой крест (1822)
- Прусский орден Чёрного орла (1834)
- Шведский орден Серафимов с цепью (20.08.1845)
- Австрийский Королевский венгерский орден Святого Стефана, большой крест (1849)
- Португальский Ависский орден, большой крест (1856)

## Оценки
- Большая советская энциклопедия: «Сторонник палочной дисциплины и устаревшей линейной тактики, Чернышёв явился одним из главных виновников поражения русской армии в Крымской войне».
- Фигурирует в «Сказе о тульском косом Левше и о стальной блохе» Н. С. Лескова (1881), где выведен ограниченным самодуром и ретроградом, проигнорировавшим предупреждение умирающего мастера о том, что «англичане ружья кирпичом не чистят».
- Лев Толстой, «Хаджи-Мурат»: Чернышёва император Николай «только терпел, считая его пока незаменимым человеком, но, зная его старания погубить в процессе декабристов Захара Чернышёва и попытку завладеть его состоянием, считал большим подлецом».
- Современные исследователи полагают, что император хорошо понимал недостатки Чернышёва, однако полностью доверял ему и относился по-дружески[4].

## Семья
Александр Иванович был женат трижды и имел шестерых детей.
1. первая жена — княгиня Теофила Игнатьевна Радзивилл, урождённая Моравская (1791—1828), в 1-м браке Старжинская, вдова князя Д. И. Радзивилла; их брак с Чернышёвым, заключённый в 1817 г. в Польше, по прошению Теофилы Игнатьевны был признан ничтожным и расторгнут в Варшаве по решению двух Римско-католических духовных судов. По решению Синода от 14 апреля 1820 г. брак был расторгнут и по православному обычаю — с разрешением Чернышёву вступить в новое супружество. Бывшая супруга в 1819 году уехала в Париж с Безобразовым.
2. жена (с 7 февраля 1823 года)[8] — княжна Елизавета Александровна Белосельская-Белозерская (25.09.1805—12.01.1824), фрейлина двора, дочь князя А. М. Белосельского-Белозерского и А. Г. Козицкой. Венчались в Петербурге в Владимирском соборе. Молодая Чернышёва скончалась от несчастных родов. Её смерть вызвала всеобщее сожаление в петербургском свете, К. Я. Булгаков писал брату: «Бедная Чернышёва, жена генерал-адъютанта, которая раз уже в течение своих родов была в горячке, так что отчаивались в её жизни, перестала теперь жить. Два дня она мучилась родами… Наконец разрешилась мёртвым ребёнком и от ослабления сама испустила дух. Не говоря уже о том, что ей 19 было лет, кто немного её только знал, не может не сожалеть о ней; она была мила, умна, скромна, добра, Царство ей небесное. Муж в совершенном отчаянии. Жаль и его: несколько дней перед тем он так был счастлив!»[9] Была похоронена вместе с мертворожденным ребёнком на Лазаревском кладбище Александро-Невской лавры.
3. жена (с 16 сентября 1825 года)[10] — графиня Елизавета Николаевна Зотова (15.08.1808[11]—25.03.1872), дочь действительного статского советника графа Н. И. Зотова от его брака с Еленой Алексеевной Куракиной. Родилась в Петербурге, крещена 17 августа 1808 года в церкви Св. Двенадцати апостолов при Главном управлении почт и телеграфов при восприемстве деда А. Б. Куракина и княгини Е. Б. Куракиной. Будучи фрейлиной, была помолвлена с Чернышёвым. Причём разрешение на брак пришлось испрашивать у государя. Венчались в Петербурге в Симеоновской церкви, поручителями по жениху был князь П. С. Мещерский, по невесте — мать её родная графиня Зотова. За невестой было дано богатое приданое: от отца было получено имение Лыткарино в Московской губернии Бронницкого уезда, а имение в Орловской губернии было подарено ей матерью; имение в Ярославской губернии село Гвоздево досталось ей по купчей крепости от дяди — князя Бориса Алексеевича Куракина. Третьей жене Чернышёва суждено было разделить с ним величие и почести, в декабре 1837 года она была пожалована в статс-дамы, а в 1850 году получила орден св. Екатерины I класса. Будучи женщиной хорошо образованной и высоких достоинств, она занимала первенствующее положение в столичном обществе, гостиная её, в доме на Малой Морской, считалась одной из самых неприступных в Петербурге, а дочерей своих она воспитывала и держала, как великих княжон[12]. Скончалась от «воспаления в печени» в Риме.
  - Елизавета Александровна (1826—1902), статс-дама, с 1846 года замужем за князем В. И. Барятинским (1817—1875).
  - Александра Александровна (11.02.1829[13]—1892), крещена 10 марта 1829 года при восприемстве императрицы Александры Фёдоровны и цесаревича Александра; фрейлина, с 1851 года замужем за генерал-майором князем Дмитрием Алексеевичем Лобановым-Ростовским (1825—1908).
  - Николай Александрович (03.09.1830[14]—21.11.1830), крещен 4 сентября 1830 года в Симеоновской церкви при восприемстве императора Николая I и великой княжны Марии Николаевны. Похоронен в Сергиевской пустыни.
  - Лев Александрович (1837—1864), флигель-адъютант, был женат на Марии Владимировне Титовой (1840—1878), их сын Лев (1864—1891) был последним представителем княжеской ветви рода Чернышёвых по мужской линии.
  - Владимир Александрович (29.04.1839—14.03.1840[15]), по словам барона М. Корфа, «младший сын графа Чернышева, прелестное 9-ти месячное дитя, приводил всех в восторг своею красотою, так что родители решились, наконец, снять с него портрет, что и было сделано вчера утром. Вечером отец, собираясь на раут к Уварову, взял его на руки и ребенок, совершенно до тех пор здоровый, вдруг — умер, пораженный апоплексическим ударом. Это уже третий сын, которого теряет Чернышев. У него остаются еще один сын и две дочери»[16].
  - Мария Александровна (1847—1919), фрейлина, кавалерственная дама ордена Святой Екатерины. Замужем не была, умерла в Риме.

Дети
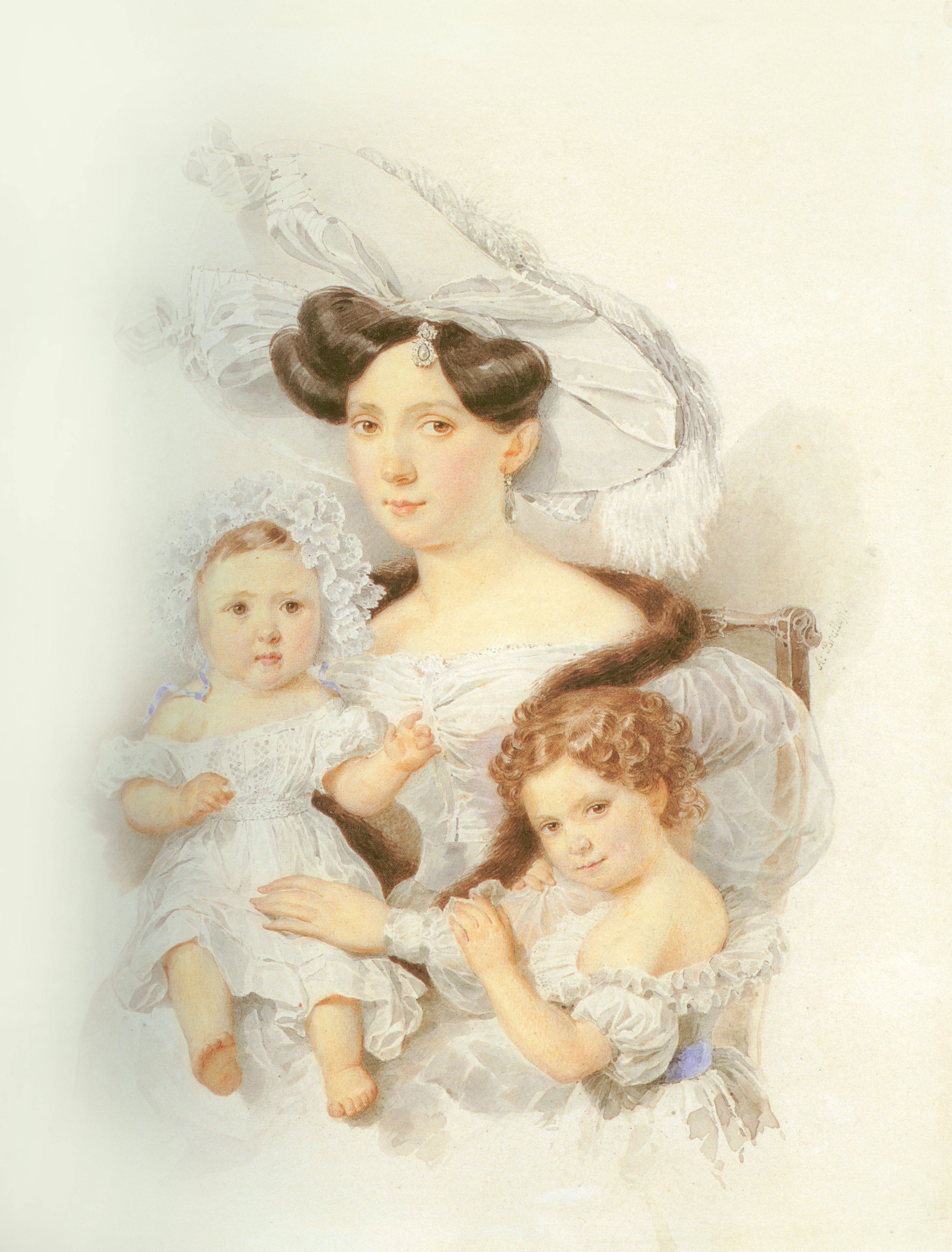
Графиня Чернышёва с дочерьми Лизой и Сашей
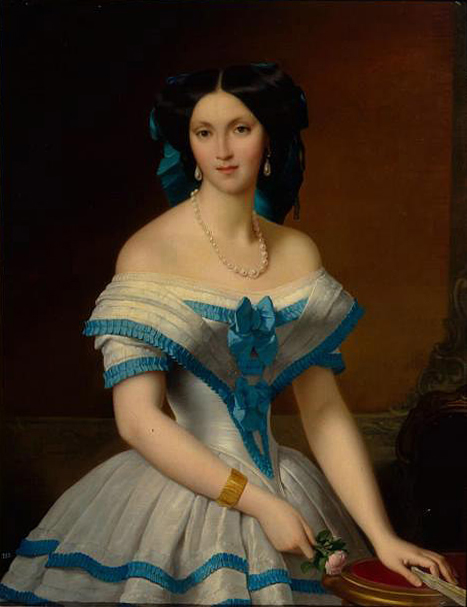
Елизавета, дочь
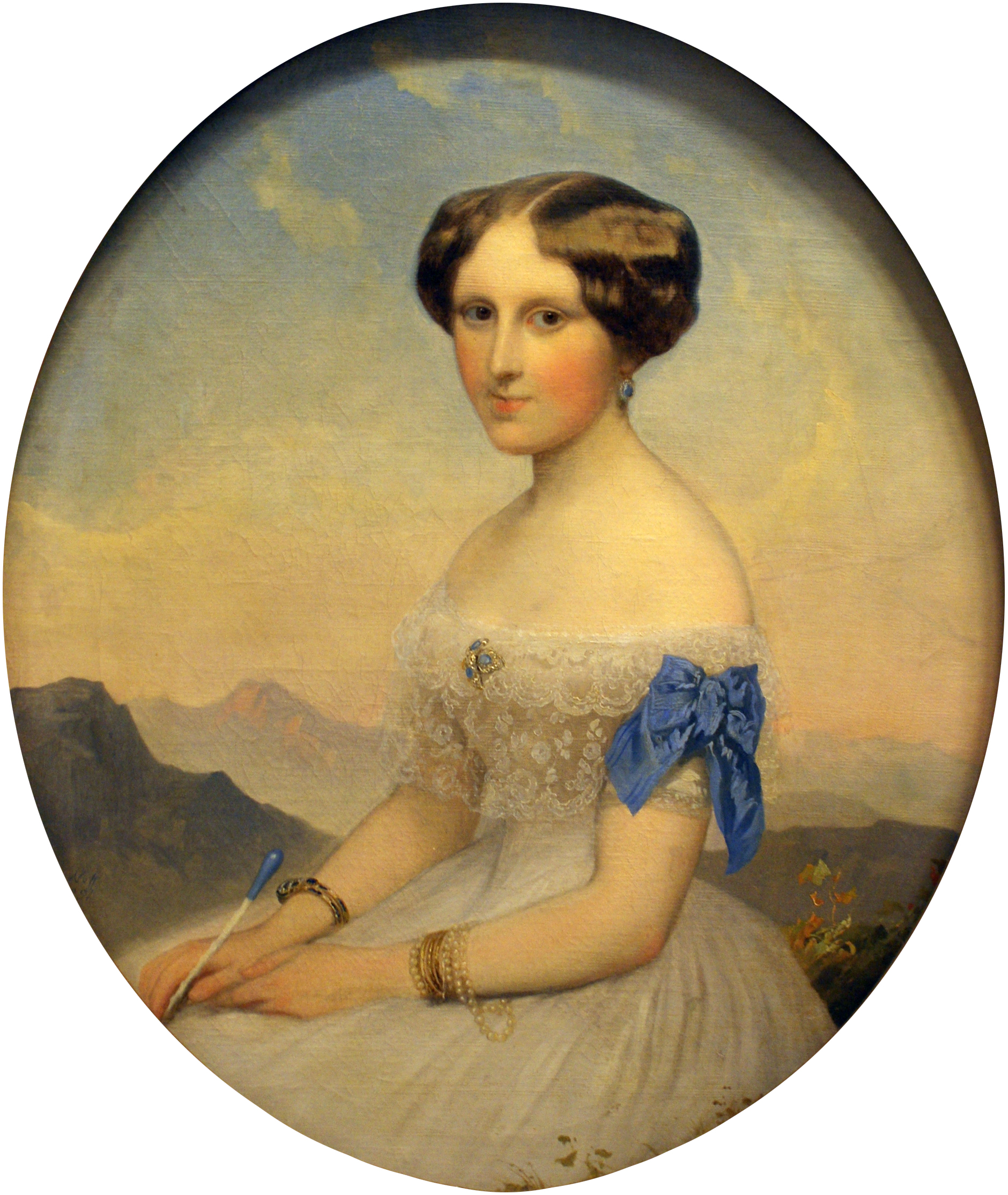
Александра, дочь
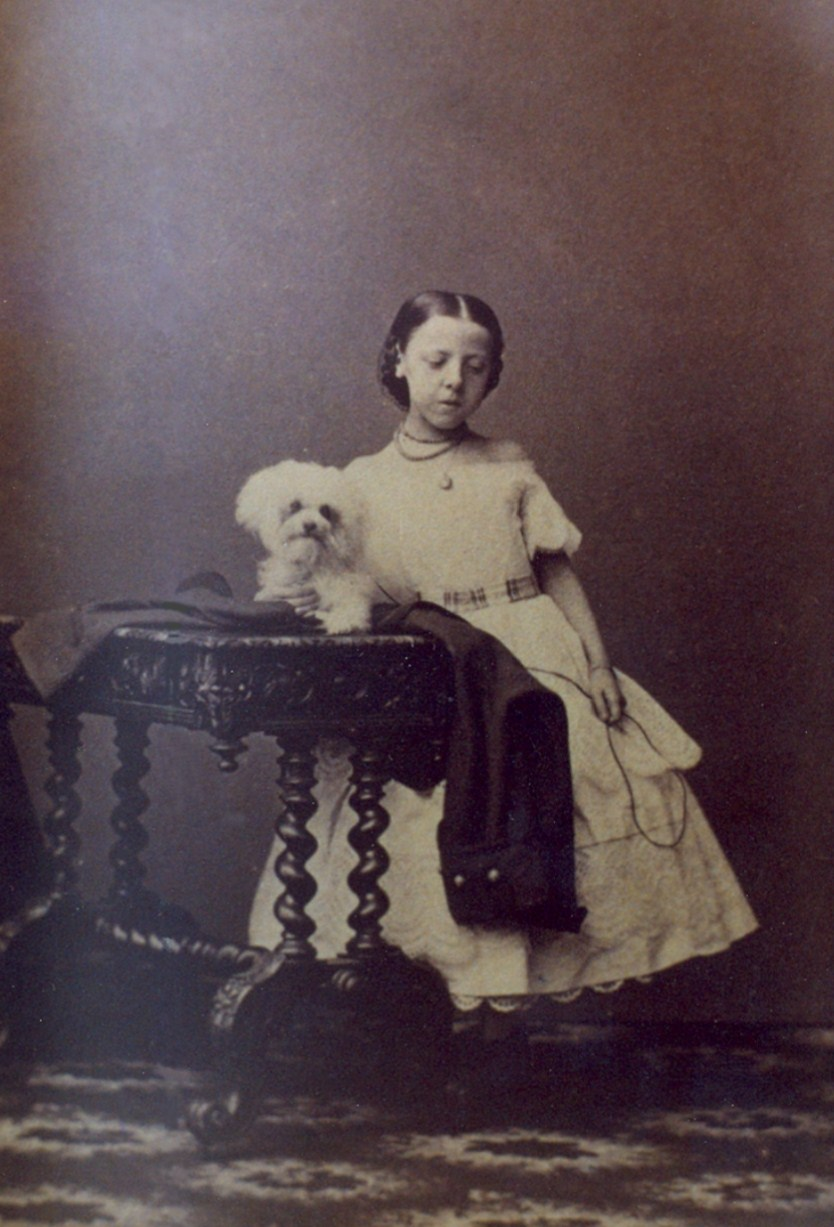
Мария, дочь

## Память
В 1849 году в честь военного министра назван залив (ныне озеро) в Аральском море.

## Образ в кино
- «Союз спасения» — актёр Юрий Батурин
- «Союз спасения. Время гнева» — актёр Юрий Чурсин